# Восход (Косіхинський район)
Восхо́д (рос. Восход) — селище у складі Косіхинського району Алтайського краю, Росія. Входить до складу Баюновської сільської ради.

## Населення
Населення — 208 осіб (2010; 230 у 2002).
Національний склад (станом на 2002 рік):
- росіяни — 87 %